# Sárközy Albert
Nádasdi Sárközy Albert (Kaposvár, 1790. január 1. – Kisasszond, 1860. február 20.) Somogy vármegye főispánja, kormánybiztosa, alispánja, földbirtokos.

## Élete
Sárközy István consiliarius és chernelházi Chernel Eszter fia. Tanulmányait Csurgón, mint Csokonai Vitéz Mihály tanítványa kezdte, Debrecenben folytatta (1801-05) és Pesten fejezte be. Apja nyomdokain indulva 1813. január 25-én Somogy vármegye aljegyzője, 1830. augusztus 8-án főjegyzője lett és ez állását oly sikerrel töltötte be, hogy ékes tolla és jeles szónoklatai elismeréséül a vármegye arany tollal és ezüst tintatartóval tüntette ki. 1836. november 24-én apja helyett közfelkiáltással másodalispánná választották, majd 1840. január 20-án első alispán lett. Közben 1832-36-ban a vármegye követe volt a híres pozsonyi dietán, 1848. június 4-én pedig Szemere Bertalan belügyminiszter arról értesítette Somogy vármegyét, hogy az 1848. XIX. törvénycikk erejénél fogva István királyi herceg nádor őt a vármegye főispánjává nevezte ki. Mint főispán a főrendiháznak is tagja volt, ahol az alakuló gyűlésen (június 5.) jegyzővé választották. A horvátok mozgolódására 1848. szeptember 11-én kormánybiztossá nevezték ki és megbízták a Dráva mentének megvédésére felállítandó nemzetőrség toborzásának szervezésével. Ez azonban már akkor későn volt, mert Jellasics Berzence táján járt és csakhamar keresztül vonult az egész vármegyén. Rövid idő múlva, december elején Stájerország felől közeledett egy osztrák sereg és 1849. január 15-én Burits János báró császári tábornok Nagykanizsáról arról értesítette a január 19-én együtt ülő vármegyeülést, hogy a vármegye «békés» megszállására indítja seregét, egyben kijelentette, hogy a vármegye kormánya az ő hatalma alatt áll. Természetesen ezzel a vármegye további működése megszűnt és a nyomasztó helyzetben kénytelen volt a hatalom előtt meghajolni. Február 1-jén már Czindery László volt Somogy vármegye kormánybiztosa, majd ismét hazafias elemek kerültek felül és a május 7-ei közgyűlésen Noszlopy Gáspár kormánybiztos vezette a vármegyét. S ekkor már az április 14-ei függetlenségi nyilatkozattól lehangoltan félre állott az ár sodra elől. Ez volt szerencséje, mert különben Noszlopy sorsára jutott volna; így is Kisasszondra internálték és csak az 1850-es években kapott amnesztiát. A belső-somogyi református egyházmegyének 1830-tól haláláig gondnoka volt.

## Házassága és leszármazottjai
Bucsun 1823.-ban elvette a nemesi származású chernelházi Chernel Julianna (Tömörd, 1802. március 16.–Nagybajom, 1842. augusztus 7.) kisasszonyt, akinek a szülei Chernel György, földbirtokos és domanoveczi és lestinei Zmeskál Terézia voltak.